# فريسكيل 68HC16
68HC16 اسمها المختصر (HC16) هي عائلة متحكم وحدات عالية تعتمد على 16-بت CPU16 بواسطة أشباه الموصلات فريسكالي (المعروف سابقا باسم أشباه الموصلات موتورولا). محور CPU16 هو تصميم 16-بت صحيح، مع العمارة التي هي مألوفة جدا لمستخدمي (HC11) 68HC11. تشابه في تصميم HC11 الأساسية هي خطوة مدروسة لتوفير مسارا ترقية لتلك التصاميم 68HC11 8-بت التي تتطلب زيادة طاقة وحدة المعالجة المركزية ذات 16-بت. العديد من مزايا HC16 ومحور CPU16 جديدا على HC11 المستخدمين.
وHC16 يوفر طريقا لتطوير البرمجيات للمستخدمين HC11 مع إعطاء كامل توافق الأجهزة مع عنوان غير متزامن والبيانات الحافله العثور على المعالجات 32-بت.

## وصلات خارجية
- HC16 نظرة عامة
- A موقع يحتوي على معلمومات تقنية عن 68HC16.

تستند هذة المقالة على مواد من قاموس الحوسبة المجاني على الانترنت، وهو ترخيص تحت رخصة جنو للوثائق الحرة.